# HD 8673
HD 8673 — двойная звезда в созвездии Андромеды на расстоянии приблизительно 124 световых лет (около 37,9 парсек) от Солнца. Возраст звезды определён как около 1,95 млрд лет.
Вокруг звезды обращается, как минимум, одна планета.

## Характеристики
Первый компонент (HD 8673 A) — жёлто-белая звезда спектрального класса F5, или F7V. Видимая звёздная величина звезды — +6,397m. Масса — около 1,4 солнечной, радиус — около 1,523 солнечного, светимость — около 3,41 солнечной. Эффективная температура — около 6315 K.
Второй компонент (WDS J01262+3435B) — красный карлик спектрального класса M2V. Видимая звёздная величина звезды — +13m. Масса — в среднем около 0,39 солнечной. Эффективная температура — около 3600 K. Удалён на 0,3 угловой секунды.

## Планетная система
В 2010 году группой астрономов у звезды обнаружена планета HD 8673 A b.
В 2019 году учёными, анализирующими данные проектов HIPPARCOS и Gaia, у звезды обнаружена планета HIP 6702 c.